# Frontera entre el Togo i Benín
La frontera entre el Togo i Benín és la línia fronterera en sentit nord-sud, alineada al sentit dels meridians, que separa l'oest de Benín de l'est del Togo a l'Àfrica central, separant els departaments beninesos de Donga, Atakora, Collines, Zou. Kouffo i Mono de totes les regions del Togo. Té 644 km de longitud.
El nord comença al trifini entre ambdós països amb l'est de Burkina Faso (antic Alt Volta). Va cap al sud, passant per totes les cinc regions togoleses i per sis dels 12 departament de Benín. Finalment arriba al golf de Guinea (Oceà Atlàntic) a la desembocadura del riu Mono, que forma els últims kilòmetres de la línia divisòria.